# Фрідріх-Йобст Фолькамер фон Кірхензіттенбах
Фрідріх-Йобст Фолькамер фон Кірхензіттенбах (нім. Friedrich-Jobst Volckamer von Kirchensittenbach; нар. 16 квітня 1894, Оберстдорф, Королівство Баварія — пом. 3 квітня 1989, Мюнхен) — німецький воєначальник часів Третього Рейху, генерал гірсько-піхотних військ (1945) Вермахту. Кавалер Лицарського хреста Залізного хреста (1944).

## Біографія
Фрідріх-Йобст Фолькамер фон Кірхензіттенбах народився 16 квітня 1894 у баварському місті Оберстдорф у родині Якоба Ельбіна Фрідріха Кристофа Йобста Фолькамера фон Кірхензіттенбаха (1860—1926) та Емми Гаттін (1865—1914). 1 жовтня 1913 року вступив добровольцем до Баварської армії, зарахований для проходження військової служби у 7-му роту 19-го Королівського Баварського піхотного полку «Короля Італії Віктора Еммануїла III». 13 листопада 1913 року присвоєне військове звання фанен-юнкер.
Військова кар'єра
- 1 жовтня 1913 — волонтер
- 13 листопада 1913 — фанен-юнкер
- 7 січня 1914 — фанен-юнкер-унтер-офіцер
- 1 липня 1914 — фенріх
- 27 вересня 1914 — лейтенант
- 6 квітня 1918 — обер-лейтенант
- 1 листопада 1926 — гауптман
- 1 вересня 1934 — майор
- 1 березня 1937 — оберст-лейтенант
- 1 лютого 1940 — оберст
- 1 вересня 1942 — генерал-майор
- 1 вересня 1943 — генерал-лейтенант
- 1 січня 1945 — генерал гірсько-піхотних військ

З перших днів Першої світової війни на фронті. Бився на Західному фронті в Прикордонній битві у складі свого полку, що входив до 5-ї Королівської Баварської дивізії, 3-го Баварського корпусу 6-ї армії. 27 вересня 1914 року присвоєне звання лейтенанта. Ф.фон Кірхензіттенбах пройшов довгий шлях бойового офіцера піхоти від командира взводу до ад'ютанта бригади, змагався у битвах на Соммі, другій Шампанській, при Аррасі, біля Пашендейле та у Весняному наступі.
Після завершення війни приєднався до Добровольчого корпусу генерала Ф. фон Еппа. Зі створенням Рейхсверу продовжив військову службу в лавах Збройних сил Веймарської республіки. З приходом до влади нацистів служив у піхотних частинах Вермахту.
З 1935 року продовжив службу у гірсько-піхотних військах, служив під проводом майбутнього генерал-полковника Е. Дітля. З 1 травня 1940 року командир 141-го гірського полку 6-ї гірсько-піхотної дивізії, на чолі якого брав участь у боях Балканської кампанії в Югославії та Греції. Потім проходив службу на штабних посадах в системі підготовки військ ОКГ, був начальником штабу інспекції військ, пізніше заступником головного інспектора управління підготовки та навчання Вермахту. У грудні 1942 року призначений на посаду командира 8-ї гірсько-піхотної дивізії, що билась на північному фланзі Східного фронту, якою керував аж до жовтня 1944 року.
3 листопада 1943 року нагороджений Золотим німецьким хрестом. 26 березня 1944 року удостоєний вищої нагороди — Лицарського хреста Залізного хреста.
У жовтні 1944 року підвищений у посаді до командира 50-го армійського корпусу, що у складі 16-ї армії утримував оборону на Курляндському півострові. З 16 березня 1945 року до повної капітуляції Німеччини у Другій світовій війні — командувач 16-ї польової армії.
Після здачі у полон Червоній армії разом з командувачем групи армій «Курляндія» генерал-полковником Гілпертом та близько 40 німецькими генералами, 8 000 офіцерами, понад 180 000 солдатів і 14 000 латвійських добровольців, яких запроторили у радянські табори військовополонених, де генерал фон Кірхензіттенбах перебував у полоні до свого звільнення у 1955 році.

## Сім'я
Одружився з баронесою Ірмгард фон Ейб (1899—1989). В шлюбі народились троє дітей:
- Йобст Фрідріх Фолькер Ебергард Гергарт (18 травня 1926)
- Гізела Матільда Рут Пауліна Ірена (23 грудня 1927—2001) — 1 квітня 1959 року одружилась з політиком Вольфгангом Фогельгезангом.
- Ута Марія Гільдегард Інга (16 лютого 1936).

## Нагороди

### Перша світова війна
- Залізний хрест 2-го і 1-го класу
- Орден «За заслуги» (Баварія) 4-го класу з мечами і короною

### Міжвоєнний період
- Почесний хрест ветерана війни з мечами
- Медаль «За вислугу років у Вермахті» 4-го, 3-го, 2-го і 1-го класу (25 років)
- Медаль «У пам'ять 1 жовтня 1938»

### Друга світова війна
- Застібка до Залізного хреста 2-го і 1-го класу
- Хрест Воєнних заслуг 2-го і 1-го класу з мечами
- Німецький хрест в золоті (3 листопада 1943)
- Лицарський хрест Залізного хреста (26 березня 1944)
- Відзначений у Вермахтберіхт (11 квітня 1944)
- Нарукавна стрічка «Курляндія»